# Gaasp (rivier)
De Gaasp is een riviertje tussen Driemond en Diemen en loopt ten oosten van de Bijlmer. De Gaasp verbindt het Gein met de Diem, en loopt ten westen van het Amsterdam-Rijnkanaal. Er heeft tot in de middeleeuwen ten zuiden van Vianen een zijtak van de Lek met dezelfde naam bestaan.

## Oorsprong
Het begin van de Gaasp ligt in het dorp Driemond. De Gaasp is een afsplitsing van het Gein. Het Gein stroomt van Driemond verder door en mondt uit in de Vecht. Dit (gekanaliseerde) deel van het Gein wordt het Smal Weesp genoemd. Het wordt nu doorsneden door het Amsterdam-Rijnkanaal.
De Gaasp stroomt nu vrijwel niet meer. Oorspronkelijk was het een onderdeel van het grote moeras dat Holland was en stroomde het regenwater van het Gein via de Gaasp in de Diem en daarna in de Zuiderzee. Later is de Weespertrekvaart gegraven om binnendijks een verbinding te hebben tussen de Gaasp en de Amstel. Nog weer later is het Amsterdam-Rijnkanaal dwars door de Diem gegraven. Hierdoor watert de Gaasp nu via een stukje Diem af in het Amsterdam-Rijnkanaal.
Halverwege de rivier bevindt zich de Veeneikbrug, een voetgangers- en fietsersbrug die de Bijlmerweide verbindt met het Diemerbos. Nabij het zuidelijk deel van de Gaasp bevindt zich de Gaasperplas en het Gaasperpark. Vroeger lag hier aan de Gaasp de buurtschap Gaasperdam dat in 1978 moest wijken voor de aanleg van de Gaasperdammerweg.